# Léninski (Olguinski)
Léninski - Ленинский (rus) - és un khútor del krai de Krasnodar, a Rússia. Es troba a la vora esquerra del riu Kuban, al delta, davant de Surovo. És a 35 km al nord d'Abinsk i a 63 km al nord-oest de Krasnodar. Pertany al khútor d'Olguinski.